# Tortezais
Tortezais település Franciaországban, Allier megyében. Lakosainak száma 175 fő (2022. január 1.). Tortezais Buxières-les-Mines, Cosne-d’Allier, Murat, Sauvagny, Vieure és Villefranche-d’Allier községekkel határos.

## Népesség
A település népessége az elmúlt években az alábbi módon változott:
| Lakosok száma | 240  | 202  | 149  | 169  | 179  | 177  | 175  | 178  | 180  | 175  |
|               | 1968 | 1982 | 1990 | 2006 | 2013 | 2015 | 2017 | 2019 | 2020 | 2022 |